# Ugine
Ugine (frankoprovensalska: Ugena) är en kommun i departementet Savoie i regionen Auvergne-Rhône-Alpes i sydöstra Frankrike. Kommunen ligger i kantonen Ugine som tillhör arrondissementet Albertville. År 2022 hade Ugine 7 162 invånare.

## Befolkningsutveckling
Antalet invånare i kommunen Ugine
| Referens: INSEE |